# Peligros Piñero
María Peligros Piñero Peñalver (Elche, Alicante, 20 de abril de 1977), conocida como Peligros Piñero, es una ex gimnasta rítmica española que fue componente de la selección española júnior en modalidad individual. También fue campeona de España infantil (1989) y júnior (1990), y en conjuntos, campeona de España infantil (1987) y júnior (1990) con el Club Atlético Montemar.

## Biografía deportiva

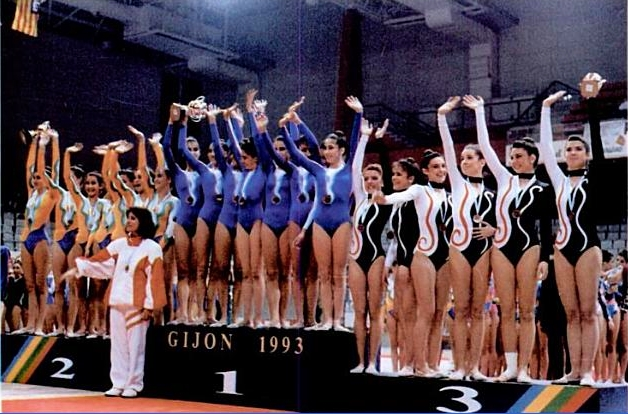
Club Atlético Montemar (izqda.) en el podio de 1ª categoría del Campeonato de España de Conjuntos en Gijón (1993).

### Inicios
Se inició en la gimnasia rítmica con 6 años en el Club Gimnasio Ana de Elche, donde fue entrenada por Ana Cano. Allí se clasificó para el Campeonato de España en categoría alevín en Palma de Mallorca. Con 10 años ingresó en el Club Atlético Montemar de Alicante, donde formó parte del conjunto infantil que en 1987 quedó campeón de España en Onteniente (Valencia). En 1989 se proclamó campeona de España en la modalidad individual de la categoría infantil en Murcia, logrando también el oro en todos las finales, además de participar en el conjunto del club también ese año. Ese mismo año es seleccionada para formar parte de la selección nacional de gimnasia rítmica de España júnior en modalidad individual.

### Etapa en la selección nacional júnior
En abril de 1990, disputó el torneo internacional de Vénissieux (Francia), donde fue medalla de plata en categoría espoir (esperanza). En junio quedó 7ª en el torneo Cerceu D'Or (Aro de Oro) en Bulgaria. Ese año se proclamó campeona de España júnior individual en Palencia, y en diciembre, también obtuvo el título de campeona de España júnior en modalidad de conjuntos en Zaragoza. 
En marzo de 1991, en el torneo de Thiais (Francia), logró el 8º puesto en la general de la categoría júnior, la plata en aro y el bronce en pelota. Ese mismo mes, en el torneo de Louvain-la-Neuve (Bélgica), consiguió el bronce en la general, en aro y en mazas, y la plata en pelota, todas en categoría júnior. El 8 de junio, en un torneo internacional con gimnastas italianas y españolas, logró la 5º plaza en categoría júnior. En julio, en el Campeonato Europeo Júnior de 1991, celebrado en Lisboa, Peligros participó el primer día de competición, desarrollado entre suplentes. Junto con Carolina Borrell, Rosabel Espinosa y Bárbara Plaza, logró la medalla de bronce por equipos en dicho campeonato. En el Campeonato de España Individual de ese año, celebrado en Torrevieja, consigue la medalla de plata en categoría sénior. En un torneo internacional en noviembre de ese año con gimnastas de Italia, España y Portugal, logró la medalla de plata en la general y el oro por equipos.
En 1992 logró la medalla de bronce en categoría sénior en el Campeonato de España Individual, disputado en San Sebastián. Ese mismo año participó también en el torneo preolímpico de Alicante. En 1993, obtiene la medalla de plata en primera categoría en el Campeonato de España Individual «A» en Valladolid. En noviembre logró la 4ª plaza en la Copa de España, disputada en Sevilla. Se retiró tras el Campeonato de España de Conjuntos en Gijón, en el que logró la medalla de plata en la general y dos medallas de oro en las finales por aparatos (la de 6 cuerdas y la de 4 aros y 4 mazas) con el conjunto de primera categoría del Montemar. Este conjunto montemarino estaba integrado por Peligros, Marta Baldó, Noelia Fernández (capitana), Estela Giménez, Violeta Giménez, Jéssica Salido y Montserrat Soria, algunas de las cuales fueron componentes de la selección española.

### Retirada de la gimnasia
Tras su retirada, ha sido entrenadora de gimnasia rítmica, siendo técnico por ejemplo de la Escuela Deportiva Municipal de Orihuela (donde entrenó a Isabel Pagán) o del Club Oleza, también de Orihuela.

## Equipamientos
| Período     | Proveedor |
| ----------- | --------- |
| 1989 - 1991 | Arena     |

## Palmarés deportivo

### A nivel de club
| 1987 - Campeonato de España de Conjuntos en Onteniente Oro en concurso general (categoría infantil) 1989 - Campeonato de España Individual en Murcia Oro en concurso general (categoría infantil) Oro en cuerda Oro en aro Oro en pelota Oro en mazas 1990 - Campeonato de España Individual en Palencia Oro en concurso general (categoría júnior) - Campeonato de España de Conjuntos en Zaragoza Oro en concurso general (categoría júnior) | 1991 - Campeonato de España Individual en Torrevieja Plata en concurso general (categoría sénior) 1992 - Campeonato de España Individual en San Sebastián Bronce en concurso general (categoría sénior) 1993 - Campeonato de España Individual «A» en Valladolid Plata en concurso general (primera categoría) - Final de la Copa de España en Sevilla 4º puesto en concurso general - Campeonato de España de Conjuntos en Gijón Plata en concurso general (primera categoría) Oro en 6 cuerdas Oro en 4 aros y 4 mazas |

### Selección española
| 1990 - Torneo de Vénissieux Plata en concurso general (categoría espoir) - Torneo Cerceu D'Or 7º puesto en concurso general 1991 - Torneo de Thiais 8º puesto en concurso general - Torneo Internacional de Louvain-la-Neuve Bronce en concurso general Bronce en aro Bronce en mazas Plata en pelota | - Torneo Internacional Italia-España 5º puesto en concurso general - Campeonato de Europa Júnior de Lisboa Bronce por equipos - Torneo Internacional Italia-España-Portugal Plata en concurso general Oro por equipos |